# Амурська сільська рада
Аму́рська сільська́ ра́да — адміністративно-територіальна одиниця та орган місцевого самоврядування у Красногвардійському районі Автономної Республіки Крим. Адміністративний центр — село Амурське.

## Загальні відомості
- Населення ради: 4 500 осіб (станом на 2001 рік)

## Населені пункти
Сільській раді були підпорядковані населені пункти:
- с. Амурське
- с. Іскра
- с. Новозуївка
- с. Новоіванівка
- с. Новоолексіївка
- с. Цвіткове

## Склад ради
Рада складалася з 20 депутатів та голови.
- Голова ради: Бекіров Рустем Лутфійович
- Секретар ради: Едемова Лілія Діляровна

### Керівний склад попередніх скликань
| Прізвище, ім'я, по батькові | Основні відомості                                                               | Дата обрання | Дата звільнення |
| --------------------------- | ------------------------------------------------------------------------------- | ------------ | --------------- |
| Бекиров Рустем Лутфійович   | Сільський голова, 1951 року народження, безпартійний                            | 26.03.2006   | 31.10.2010      |
| Бекіров Рустем Лутфійович   | Сільський голова, 1951 року народження, освіта середня спеціальна, безпартійний | 31.10.2010   |                 |

Примітка: таблиця складена за даними сайту Верховної Ради України

### Депутати
За результатами місцевих виборів 2010 року депутатами ради стали:

#### За суб'єктами висування
| Суб'єкт висування | Кількість обраних депутатів | %   |
| ----------------- | --------------------------- | --- |
| Самовисування     | 20                          | 100 |

#### За округами
| № округу | Прізвище, ім'я, по батькові   | Дата визнання обраним | Освіта             | Партійна приналежність | Відомості про обраного депутата                                |
| -------- | ----------------------------- | --------------------- | ------------------ | ---------------------- | -------------------------------------------------------------- |
| 1        | Коломієць Надія Павлівна      | 02.11.2010            | середня спеціальна | позапартійна           | пенсіонер                                                      |
| 2        | Федорова Олена Олександрівна  | 02.11.2010            | середня спеціальна | позапартійна           | Амурська сільська рада, інспектор військово — облікового стола |
| 3        | Кулешова Тамара Василівна     | 02.11.2010            | середня спеціальна | член Партії регіонів   | УВК № 1, вчитель                                               |
| 4        | Браток Тетяна Адамівна        | 02.11.2010            | середня спеціальна | позапартійна           | пенсіонер                                                      |
| 5        | Ревука Наталя Вячеславівна    | 02.11.2010            | вища               | член Партії регіонів   | Амурська сільська рада, землевпорядник                         |
| 6        | Ольховик Володимир Андрійович | 02.11.2010            | середня спеціальна | позапартійний          | фермерське підприємство «Ольховик», зосновник                  |
| 7        | Плющ Віктор Михайлович        | 02.11.2010            | вища               | позапартійний          | підприємець                                                    |
| 8        | Коваленко Євгенія Степанівна  | 02.11.2010            | середня спеціальна | позапартійна           | пенсіонер                                                      |
| 9        | Малишев Віктор Миколайович    | 02.11.2010            | середня            | позапартійний          | пенсіонер                                                      |
| 10       | Джевдетов Ділявер Енверович   | 02.11.2010            | вища               | позапартійний          | тимчасово не працює                                            |
| 11       | Едемова Ліля Діляверівна      | 02.11.2010            | вища               | позапартійна           | Амурська сільська рада, спеціаліст                             |
| 12       | Рамазанов Нозим Саматович     | 02.11.2010            | вища               | позапартійний          | підприємець                                                    |
| 13       | Чакалов Автанділ Феодосович   | 02.11.2010            | вища               | позапартійний          | ТОВ СГП «Октябрьский інкубатор», генеральний директор          |
| 14       | Деркач Василь Васильович      | 02.11.2010            | середня спеціальна | позапартійний          | фермер                                                         |
| 15       | Мельникова Світлана Іванівна  | 02.11.2010            | середня спеціальна | позапартійна           | фельдшерсько-акушерський пункт с. Новоолексіївка, фельдшер     |
| 16       | Акієв Ділявер Зекер'яєвич     | 02.11.2010            | вища               | позапартійний          | ПП «Юридичний Консалтінг Центр», директор                      |
| 17       | Качура Володимир Іванович     | 02.11.2010            | вища               | позапартійний          | ПП «Рось — Агро», керівник                                     |
| 18       | Жижко Геннадій Володимирович  | 02.11.2010            | середня спеціальна | член Партії регіонів   | підприємець                                                    |
| 19       | Шидловський Анатолій Іванович | 02.11.2010            | середня спеціальна | член Партії регіонів   | ООО АФ «Новозуївська», охоронець                               |
| 20       | Османов Бекташ Муратович      | 02.11.2010            | середня спеціальна | позапартійний          | ПП «Крим — ліс», майстер                                       |